# Romská pouť na Svatý Kopeček
Romská pouť na Svatý Kopeček se koná každoročně od roku 1998 vždy v září. Pořádá ji Charita Olomouc a účastní se jí především Romové z českých zemí a ze Slovenska, kteří putují pěšky ze Samotišek k bazilice Navštívení Panny Marie, kde se poté koná mše.